# 2022년 동계 올림픽 뉴질랜드 선수단
2022년 동계 올림픽 뉴질랜드 선수단은 2022년 2월 4일부터 20일까지 중화인민공화국 베이징에서 열린 2022년 동계 올림픽에 참가한 올림픽 뉴질랜드 선수단이다.

## 메달 집계
| 종목 | 1 | 2 | 3 | 합계 |
| 종목 | ' | ' | ' | '    |
| 종목 | ' | ' | ' | '    |
| 종목 | ' | ' | ' | '    |
| 합계 | ' | ' | ' | '    |

## 종목별 성적
뉴질랜드는 크로스컨트리 출전권 1장을 획득했으나 대회에 선수를 파견하지 않았다.